# Gare de Saint-Jean de Maurienne - Vallée de l'Arvan
La gare de Saint-Jean-de-Maurienne - Vallée de l'Arvan, dite aussi Saint-Jean-de-Maurienne - Arvan, est une gare ferroviaire française de la ligne de Culoz à Modane (frontière), située à Saint-Jean-de-Maurienne, dans le département de la Savoie, en région Auvergne-Rhône-Alpes. Elle est implantée non loin de la confluence entre l'Arvan et l'Arc au nord, d'où son nom.
Elle est mise en service en 1856 par la Compagnie du chemin de fer Victor-Emmanuel. C'est une gare de la Société nationale des chemins de fer français (SNCF), desservie par des TGV inOui, le Frecciarossa et des trains régionaux du réseau TER Auvergne-Rhône-Alpes. C'est également une gare desservie par des trains de marchandises ; elle comporte un dépôt de locomotives et deux faisceaux de voies pour la réception et la formation.
Dans les années 2020, elle est totalement restructurée dans le cadre de la construction de la liaison ferroviaire transalpine Lyon - Turin, afin de la transformer en gare internationale, l'entrée du tunnel de base du Mont-d'Ambin en direction de l'Italie étant située quelques centaines de mètres au sud-est.

## Situation ferroviaire

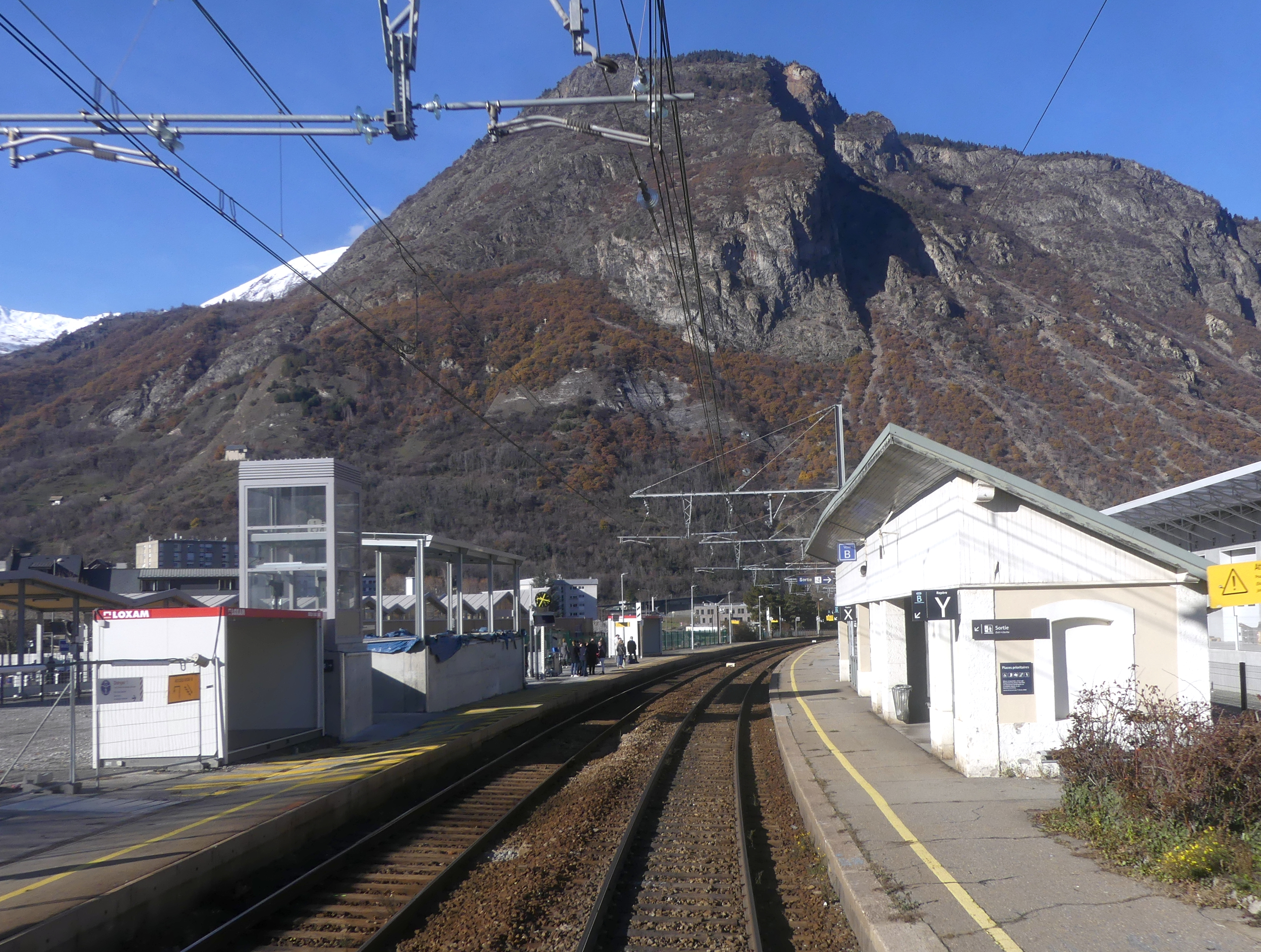
Voies et quais en 2022.

Établie à 536 mètres d'altitude, la gare de Saint-Jean-de-Maurienne - Vallée de l'Arvan est située au point kilométrique (PK) 208,088 de la ligne de Culoz à Modane (frontière), entre les gares ouvertes de Saint-Avre - La Chambre et de Saint-Michel - Valloire.
En direction de Saint-Avre se trouve le dépôt de locomotives et, en direction de Saint-Michel, un faisceau de formation et un faisceau de réception pour les trains de marchandises.

## Histoire
La « station de Saint-Jean de Maurienne » est mise en service le 20 octobre 1856 par la Compagnie du chemin de fer Victor-Emmanuel, lorsqu'elle ouvre à l'exploitation la section de ligne entre Aix-les-Bains (Choudy) et Saint-Jean de Maurienne.
La station intègre le réseau ferroviaire français le 11 juin 1860, date officielle de l'annexion de la Savoie.
En 1861, dans son Guide de l'étranger dans les départements de la Savoie et de la Haute-Savoie, Gabriel de Mortillet apprécie la qualité des services du Buffet mais constate que l'on rejoint le centre-ville « par un sentier assez raide, ou par la route, qui fait un assez long détour ».
Lors de la séance du conseil municipal du 23 janvier 1903, le maire, M. Vuillermet, présente un projet pour un nouvel accès à la gare du PLM. L'assemblée adopte à l'unanimité l'étude d'une avenue en forme d'Y ; elle débuterait à la gare et se prolongerait jusqu'à un point de bifurcation avec pour objectif de rejoindre la place de la cathédrale et la place Fodéré.

### Nouvelle gare

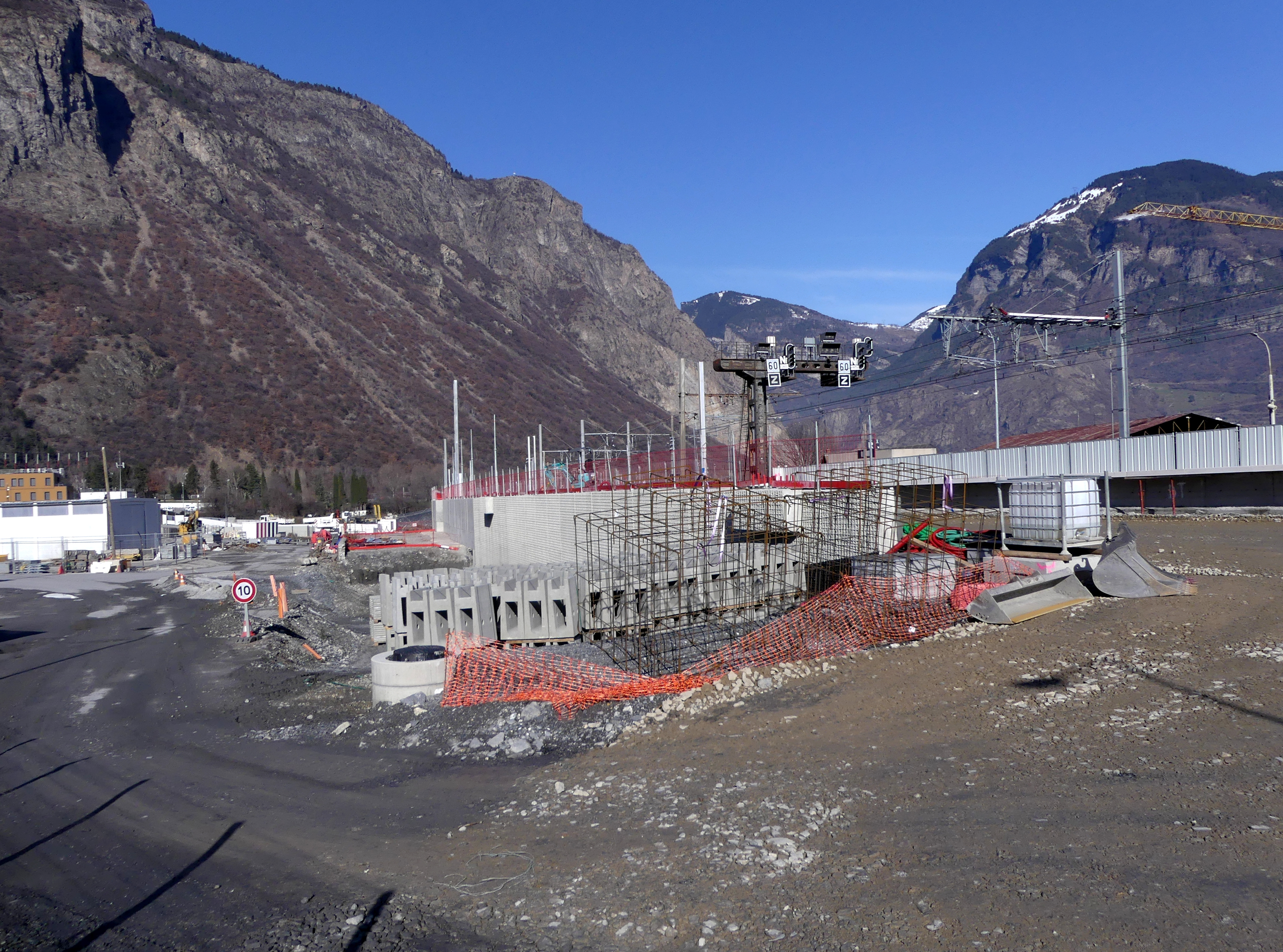
Aperçu du chantier, en février 2025.

Dans le cadre des travaux du projet Lyon – Turin, un pôle d'échanges transitoire est mis en service en juin 2022, avant que l'ancienne gare ne soit démolie.
Une nouvelle gare internationale, desservant la ligne actuelle et la future LGV, est prévue pour 2030.

## Service des voyageurs

### Accueil
Gare SNCF, elle dispose d'un bâtiment voyageurs, avec guichets, ouvert tous les jours. Elle est notamment équipée d'automates pour l'achat de titres de transport TER, d'un service des objets trouvés, d'une salle d'attente, d'un relais toilettes et d'équipements pour des personnes à mobilité réduite.
Un passage souterrain permet la traversée des voies et le passage d'un quai à l'autre.

### Desserte

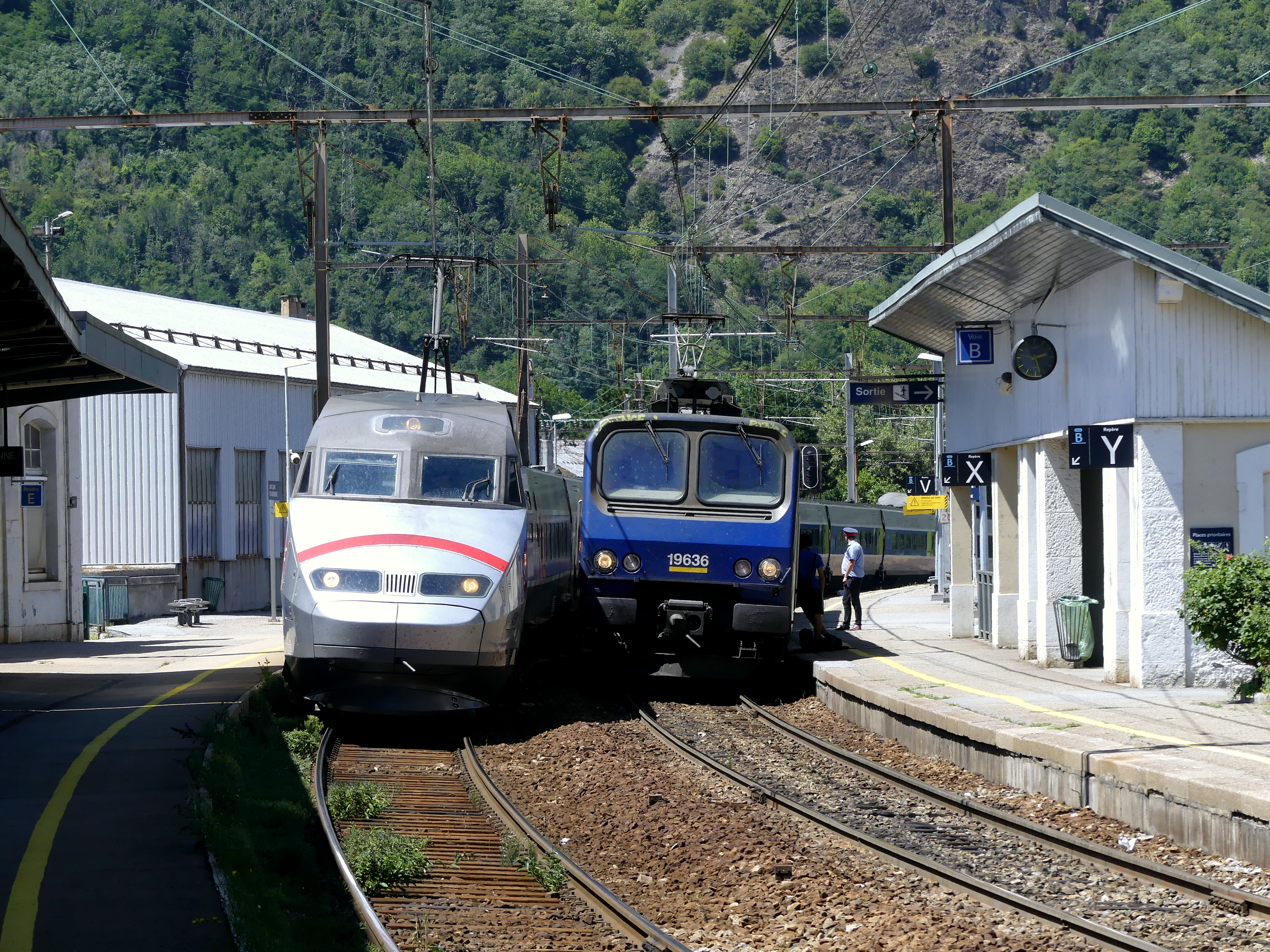
TGV pour Milan, dépassant en gare un TER pour Modane, en 2018.

Saint-Jean-de-Maurienne - Vallée de l'Arvan est desservie par des TGV inOui, qui circulent entre Paris-Gare-de-Lyon et Milan-Porta Garibaldi (liaison qui est également effectuée, depuis décembre 2024, en train Frecciarossa — ayant pour terminus Milan-Centrale — dans le cadre de l'ouverture à la concurrence) ; un autre TGV, à destination de Modane, circule en saisons hivernale (de décembre à avril) et estivale (en juillet et août).
À cela s'ajoutent des trains du réseau TER Auvergne-Rhône-Alpes, qui effectuent des missions entre les gares de Lyon-Part-Dieu, ou de Chambéry - Challes-les-Eaux, et de Modane.
Cependant, en raison de l'éboulement survenu en août 2023, les liaisons précitées ne peuvent temporairement plus atteindre Modane (et donc Milan).

### Intermodalité
Un parc pour les vélos et un parking pour les véhicules sont aménagés à ses abords. Un arrêt de bus est desservi par les bus des lignes 1, 2, 3, 4, 5, 6 et Navette du réseau Cœur de Maurienne Arvan Bus.
La gare routière se trouve à l'ouest de l'ancienne gare, au sein du nouveau pôle d'échanges.

## Service des marchandises
C'est une gare ouverte au service des marchandises par trains massifs et par wagons isolés, pour des clients ayant un arrangement commercial. Elle dispose d'un moyen de levage de 10 tonnes.
Les trains de marchandises, très présents sur la ligne, effectuent de nombreux arrêts sur les multiples voies des faisceaux de l'ancienne gare de triage. Ces marchandises, en provenance ou à destination de l'Italie peuvent attendre leur départ sur le faisceau, soit pour rejoindre la ligne, soit pour être acheminées dans le complexe de l'usine productrice d'aluminium Alcan (ex-Pechiney) située dans la continuité. La gare est aussi un point d'arrêt des trains de ferroutage du système Modalohr.

## Galerie de photographies

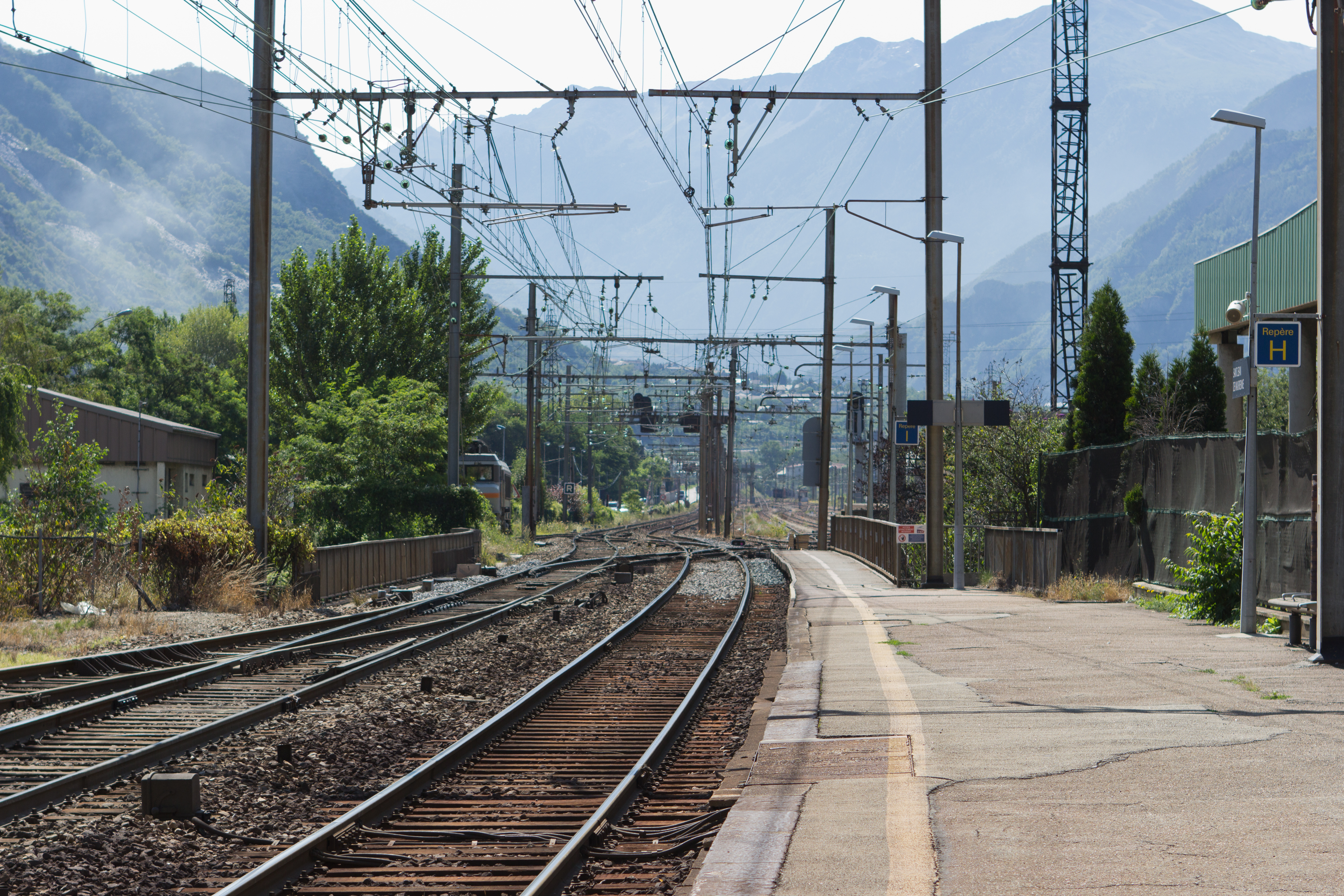
Vue de la gare, en direction de Modane, et le pont-rail au-dessus de l'Arvan.
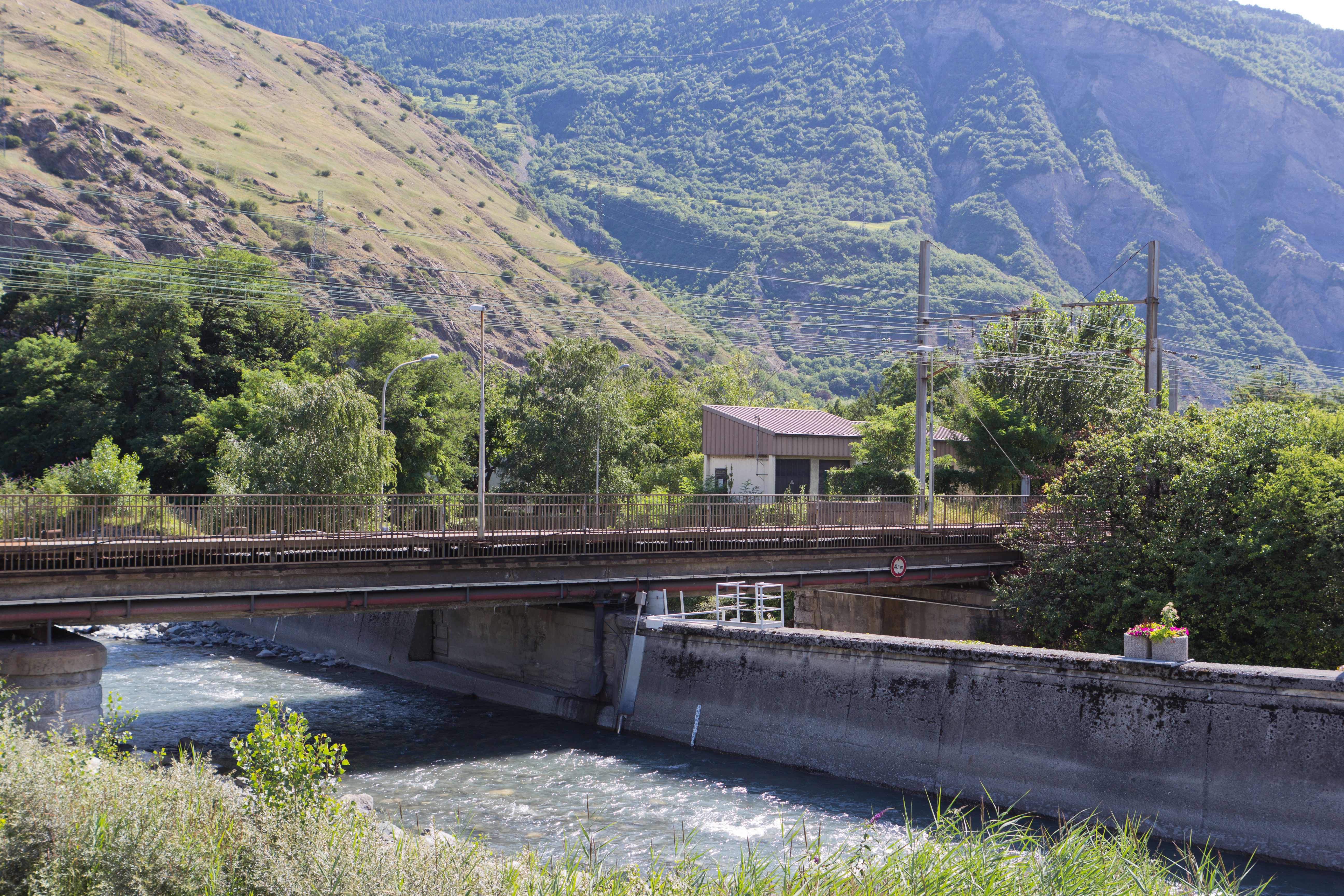
Le pont-rail au-dessus de l'Arvan
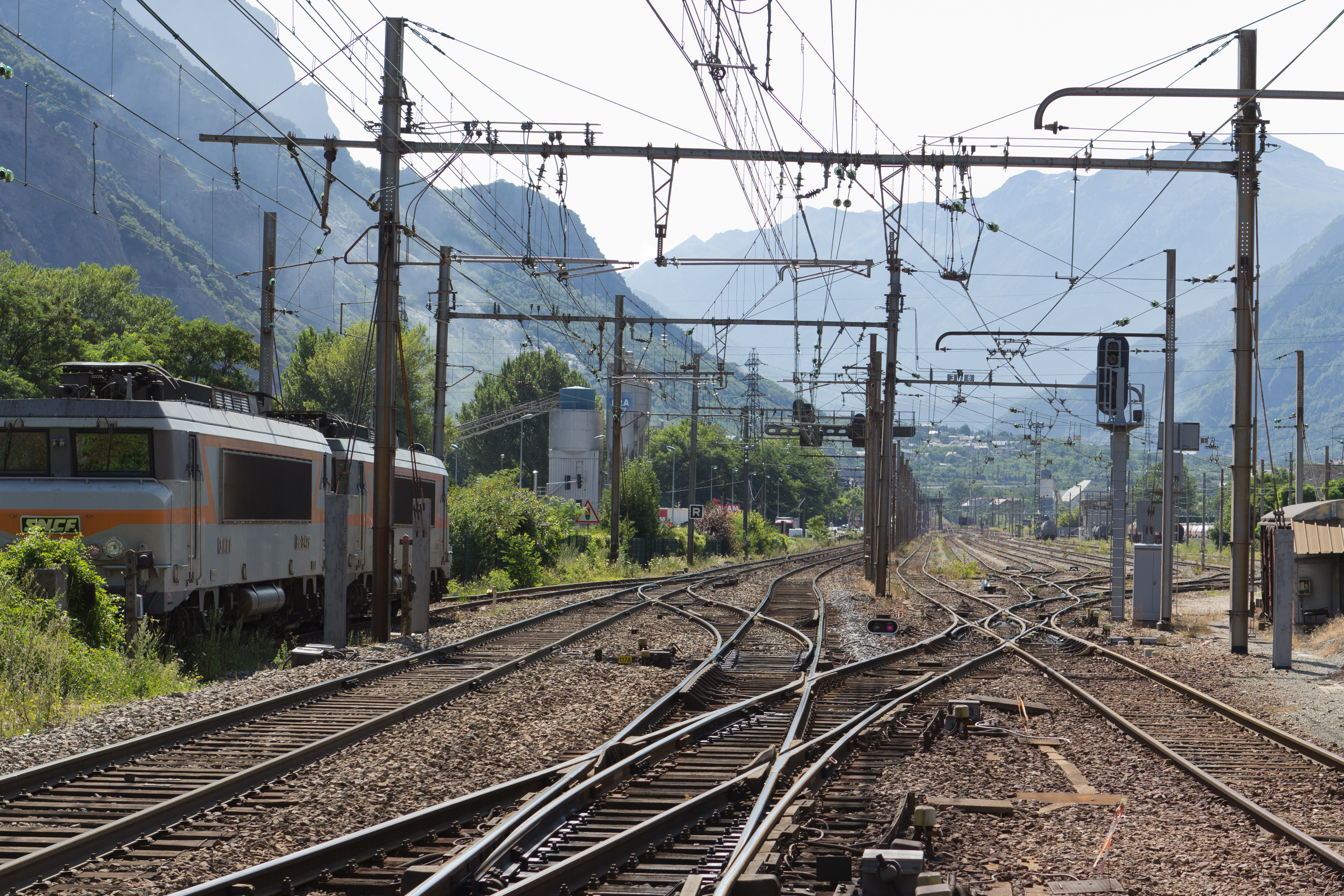
Vue de la gare de triage, en direction de Modane.

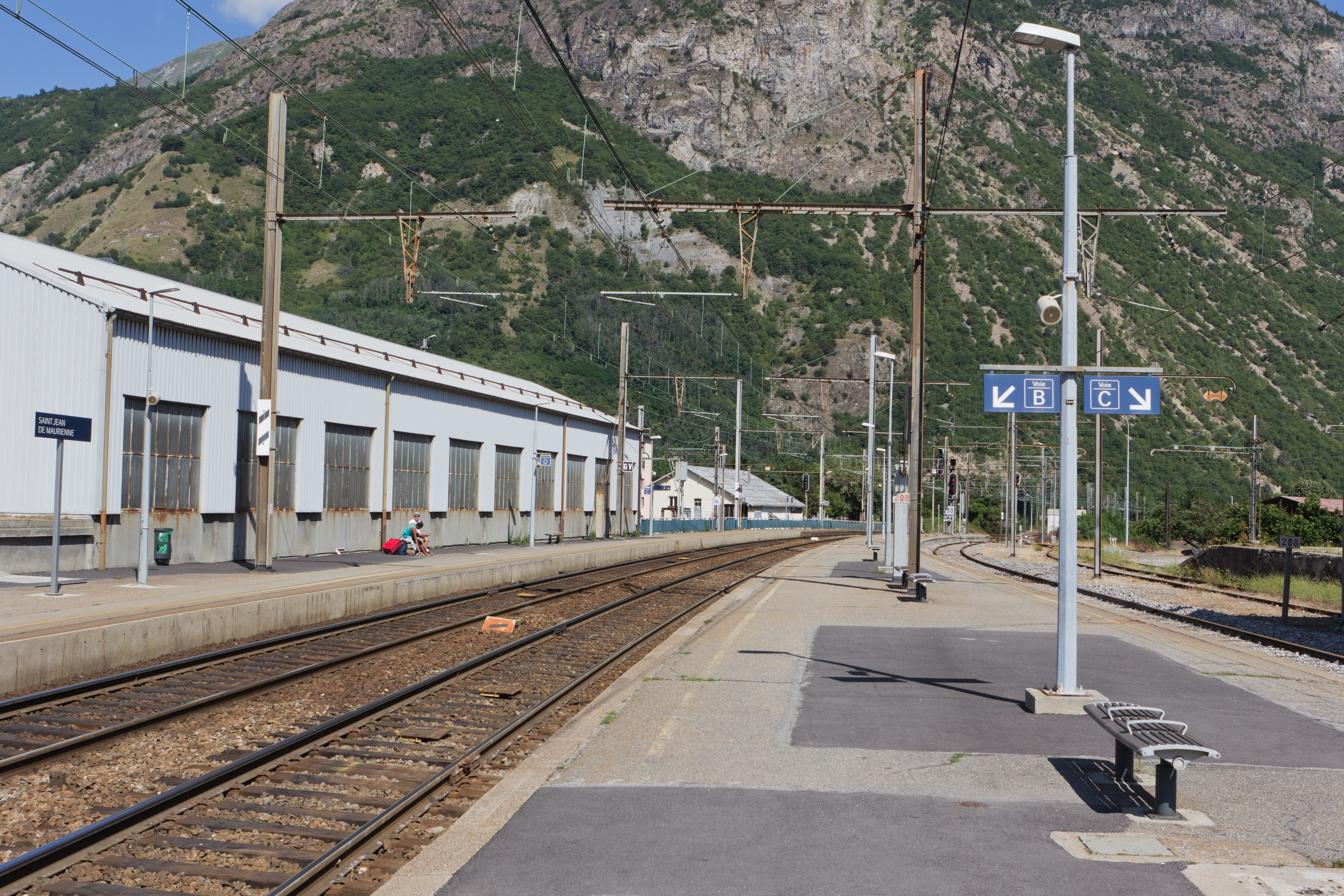
Vue de la gare, en direction de Saint-Avre - La Chambre.
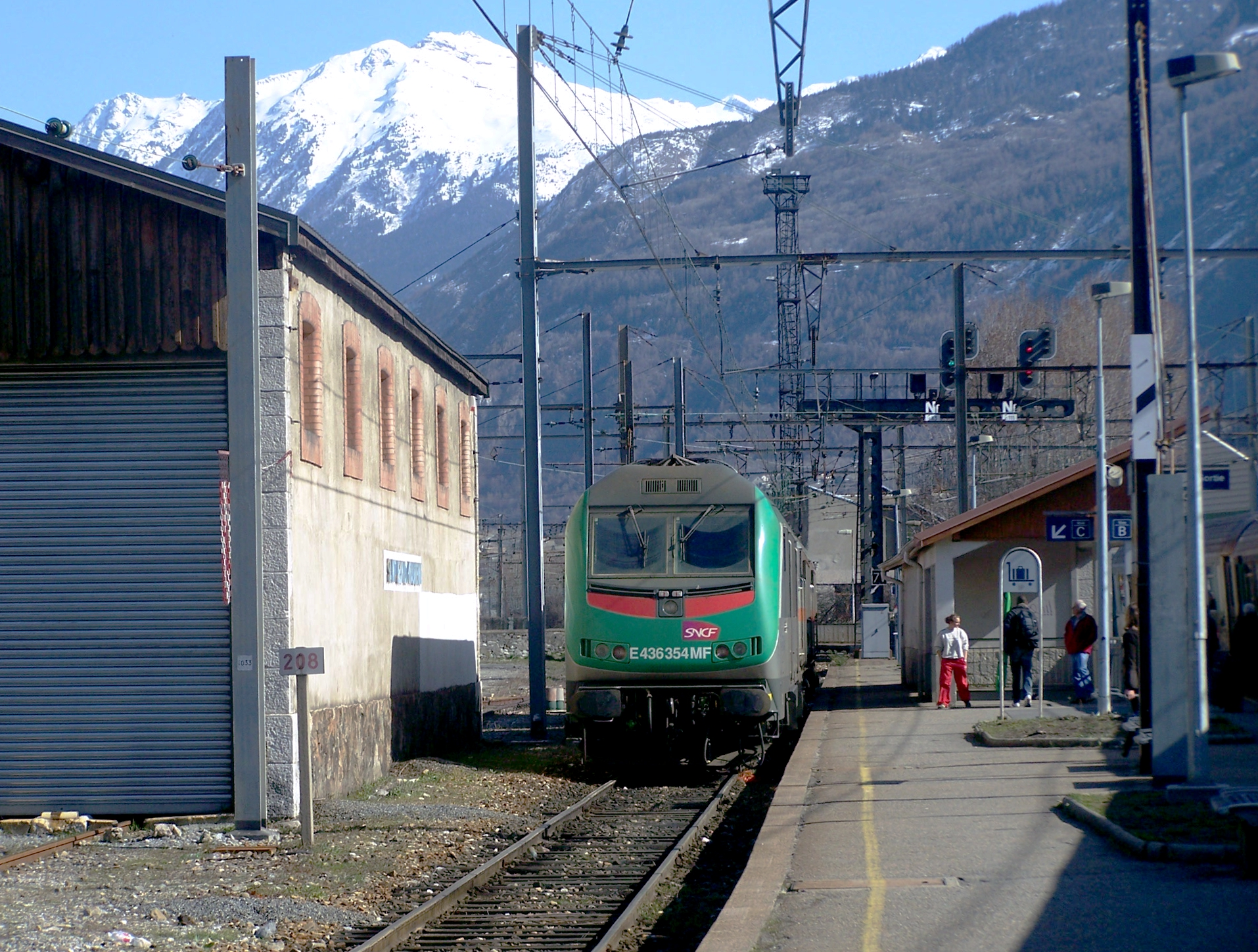
Une BB 36200-300, spécialisée dans le système Modalohr entre la France et l'Italie, attend en gare.
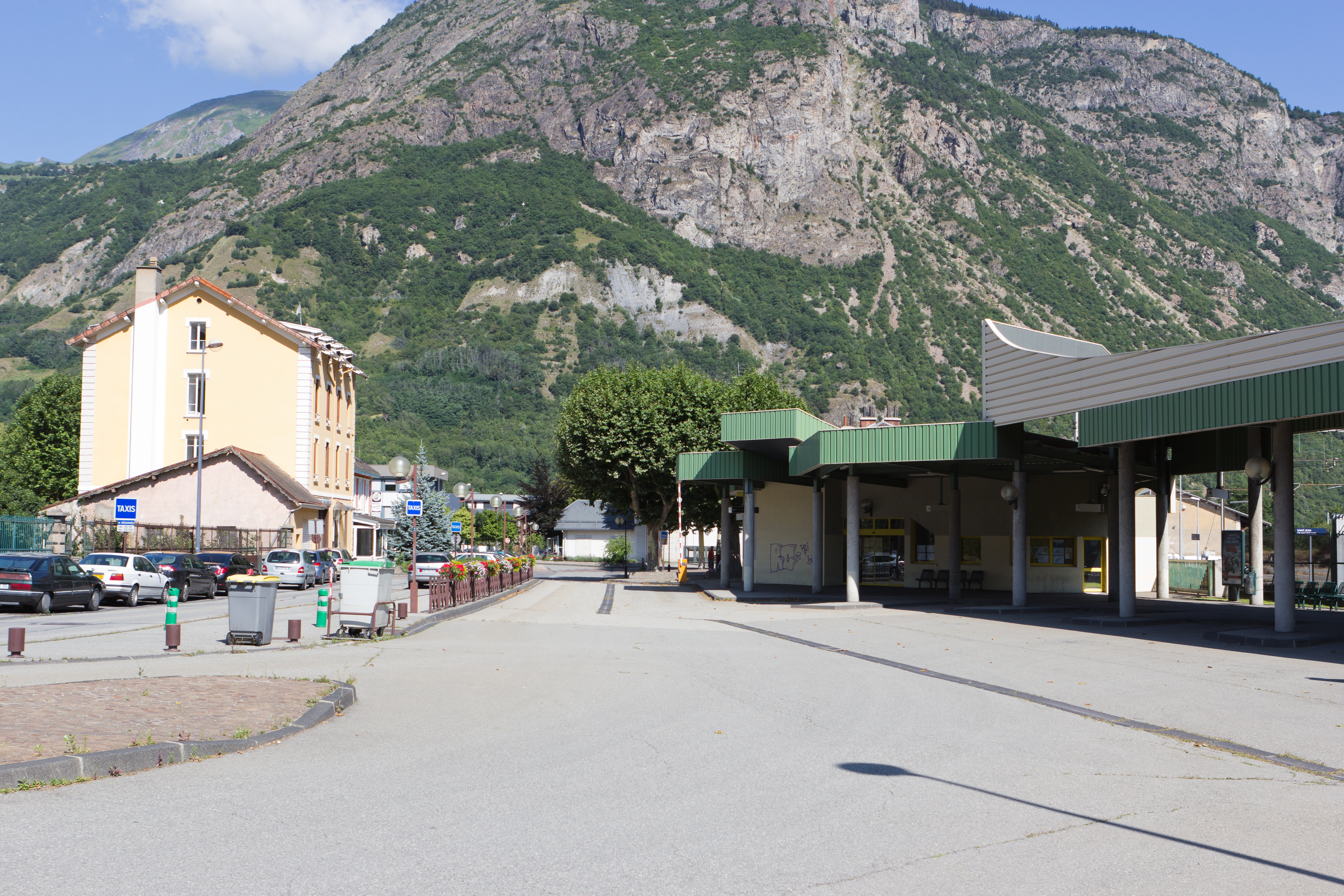
La gare routière, accolée au bâtiment voyageurs.